# Aurensan (Altos Pirenéus)
Aurensan é uma comuna francesa na região administrativa de Occitânia, no departamento dos Altos Pirenéus. Estende-se por uma área de 7,11 km², Em 2010 a comuna tinha 798 habitantes (densidade: 112,2 hab./km²)..